# Élections municipales de 2002 dans le Bas-Saint-Laurent
Les élections municipales québécoises de 2002 se déroulent le 3 novembre 2002. Elles permettent d'élire les maires et les conseillers de chacune des municipalités locales du Québec, ainsi que les préfets de quelques municipalités régionales de comté.

## Bas-Saint-Laurent

### Amqui
| Poste/District             | Élu          | Type d'élection |
| -------------------------- | ------------ | --------------- |
| Maire                      | Gaétan Ruest | Sans opposition |
| Taux de participation: n/a |              |                 |

### Dégelis
| Poste/District              | Élu            | Type d'élection |
| --------------------------- | -------------- | --------------- |
| Maire                       | Émilien Nadeau | Scrutin         |
| Taux de participation: 62 % |                |                 |

### Kamouraska
| Poste/District             | Élu              | Type d'élection |
| -------------------------- | ---------------- | --------------- |
| Maire                      | Jean-Guy Charest | Sans opposition |
| Taux de participation: n/a |                  |                 |

### Métis-sur-Mer
| Poste/District              | Élu              | Type d'élection |
| --------------------------- | ---------------- | --------------- |
| Maire                       | Raymond Tremblay | Scrutin         |
| Taux de participation: 67 % |                  |                 |

### Pohénégamook
| Poste/District              | Élu            | Type d'élection |
| --------------------------- | -------------- | --------------- |
| Maire                       | André Sénéchal | Scrutin         |
| Taux de participation: 58 % |                |                 |

### Saint-André
| Poste/District             | Élu          | Type d'élection |
| -------------------------- | ------------ | --------------- |
| Maire                      | Yves Ouellet | Sans opposition |
| Taux de participation: n/a |              |                 |

### Saint-Antonin
| Poste/District              | Élu             | Type d'élection |
| --------------------------- | --------------- | --------------- |
| Maire                       | Lucien Bourgoin | Scrutin         |
| Taux de participation: 48 % |                 |                 |

### Saint-Gabriel-de-Rimouski
| Poste/District              | Élu                  | Type d'élection |
| --------------------------- | -------------------- | --------------- |
| Maire                       | Jean-Clément Ouellet | Scrutin         |
| Taux de participation: 55 % |                      |                 |

### Saint-Modeste
| Poste/District             | Élu          | Type d'élection |
| -------------------------- | ------------ | --------------- |
| Maire                      | Michel Lebel | Sans opposition |
| Taux de participation: n/a |              |                 |

### Saint-Moïse
| Poste/District             | Élu         | Type d'élection |
| -------------------------- | ----------- | --------------- |
| Maire                      | Paul Lepage | Sans opposition |
| Taux de participation: n/a |             |                 |

### Saint-Paule
| Poste/District             | Élu       | Type d'élection |
| -------------------------- | --------- | --------------- |
| Maire                      | Yvan Côté | Sans opposition |
| Taux de participation: n/a |           |                 |

### Sayabec
| Poste/District              | Élu             | Type d'élection |
| --------------------------- | --------------- | --------------- |
| Maire                       | Francis Ouellet | Scrutin         |
| Taux de participation: 63 % |                 |                 |

### Trois-Pistoles
| Poste/District              | Élu               | Type d'élection |
| --------------------------- | ----------------- | --------------- |
| Maire                       | Jean-Pierre Rioux | Scrutin         |
| Taux de participation: 51 % |                   |                 |